# Трак

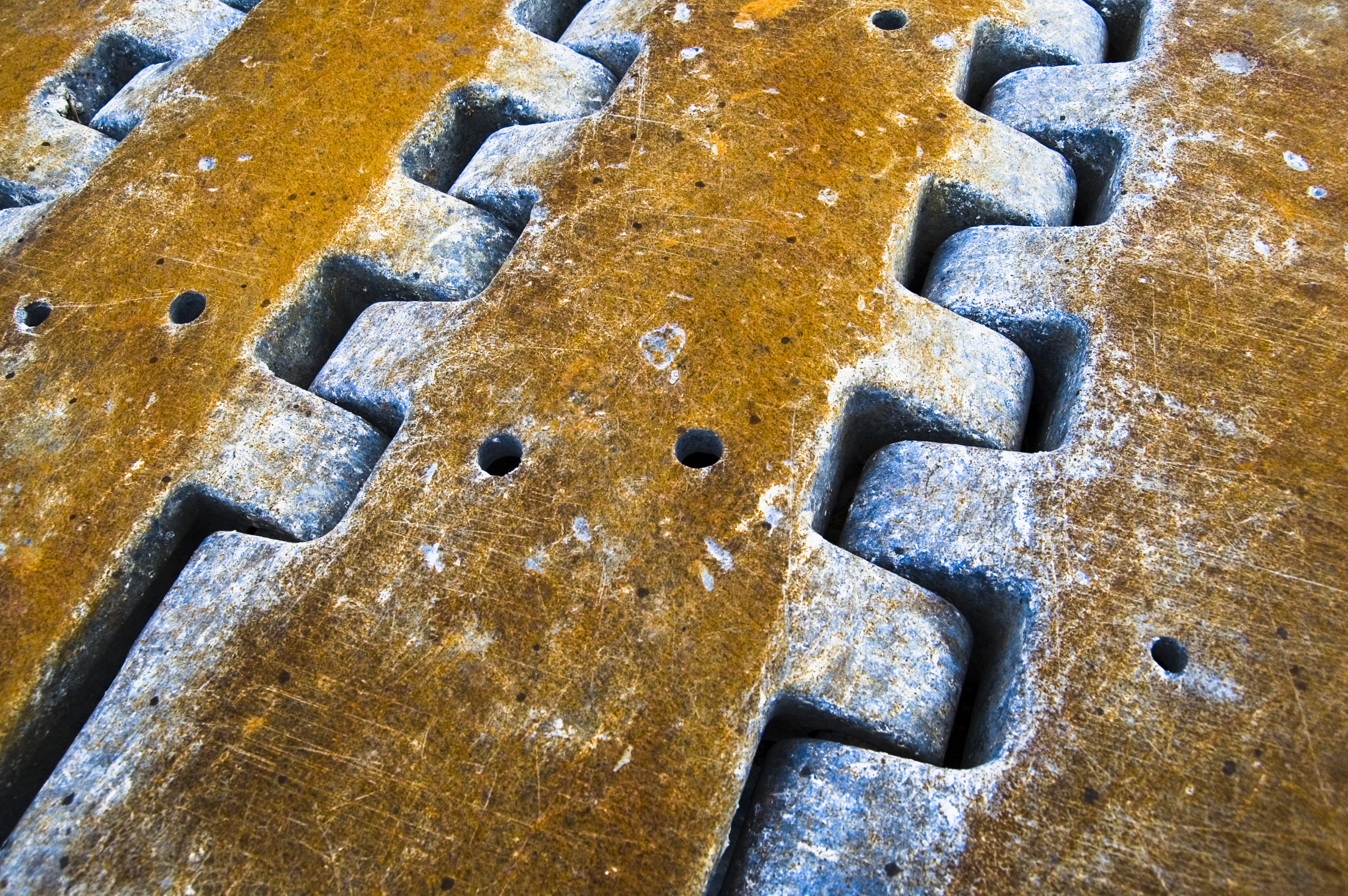
Безгребеневі траки

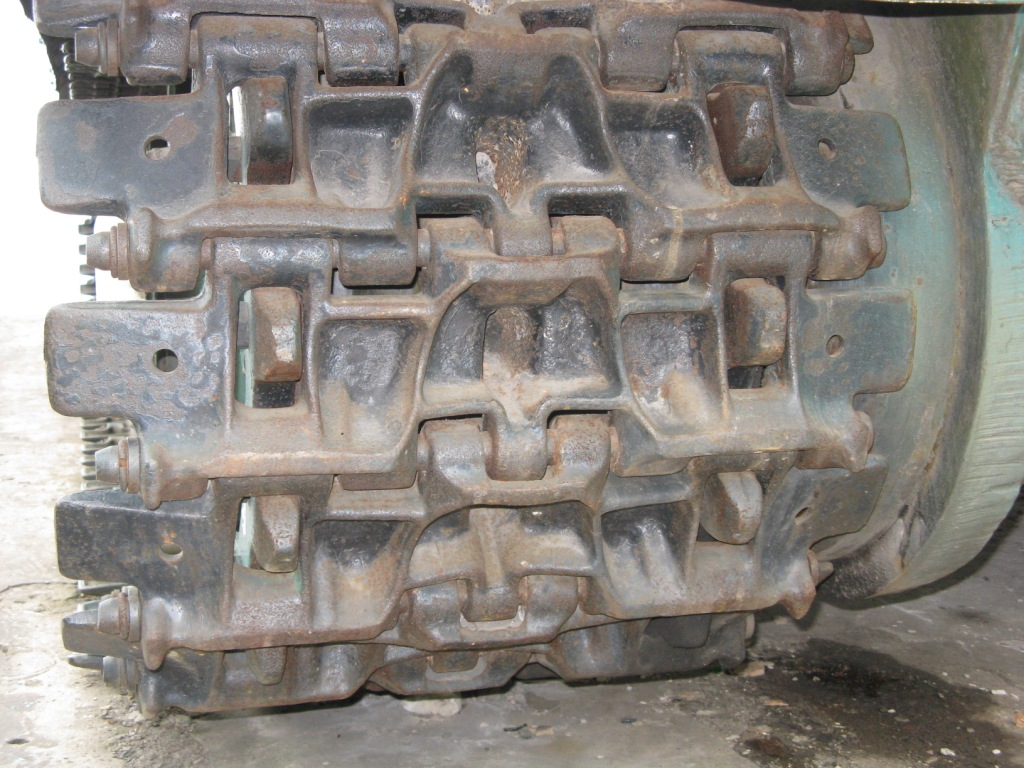
Гребеневі траки танка Т-10М, в надітому стані.

Трак (від англ. track — «доріжка», «гусениця») — ланка гусеничної стрічки машини з гусеничним ходом (трактора, танка тощо). Являє собою фігурну пластину зі зносостійкої сталі.
Як правило, траки забезпечені ґрунтозачепами для підвищення прохідності, проте, зустрічаються і гладкі траки.
Крім того, траки можуть бути гребеневі (у цьому випадку на траку з внутрішньої сторони гусеничної стрічки розташований один або кілька гребенів), або холості, коли внутрішня поверхня гладка.